# Daisuke Tada
Daisuke Tada (多田 大介 Tada Daisuke?), född 11 augusti 1982 i Okayama prefektur, är en japansk före detta fotbollsspelare.
Tada började sin karriär 2001 i Cerezo Osaka. Efter Cerezo Osaka spelade han för Ehime FC, Omiya Ardija, Gainare Tottori, FC Gifu och Sriracha FC. Han avslutade karriären 2014.